# Boljanić
Boljanić (en serbe cyrillique : Бољанић) est un village de Bosnie-Herzégovine. Il est situé sur le territoire de la ville de Doboj et dans la république serbe de Bosnie. Selon les premiers résultats du recensement bosnien de 2013, il compte 1 887 habitants.

## Histoire
Jusqu'à la guerre de Bosnie-Herzégovine, Boljanić faisait partie de la municipalité de Gračanica, dans le canton de Tuzla ; à la suite des accords de Dayton, elle a été rattachée à la municipalité de Doboj.

## Démographie

### Évolution historique de la population dans la localité
| 1948 | 1953 | 1961  | 1971  | 1981  | 1991  | 2013  |
| ---- | ---- | ----- | ----- | ----- | ----- | ----- |
| -    | -    | 2 367 | 2 450 | 2 383 | 2 327 | 1 887 |

|  |